# Leptogorgia virgea
Leptogorgia virgea is een zachte koraalsoort uit de familie Gorgoniidae. De koraalsoort komt uit het geslacht Leptogorgia. Leptogorgia virgea werd in 1855 voor het eerst wetenschappelijk beschreven door Valenciennes. 